# Cambridge (Maryland)
Cambridge es una ciudad ubicada en el condado de Dorchester en el estado estadounidense de Maryland, Cambridge es la sede del citado condado. En el año 2010 tenía una población de 12326 habitantes y una densidad poblacional de 529,01 personas por km².

## Geografía
Cambridge se encuentra ubicado en las coordenadas 38°33′59″N 76°4′37″O / 38.56639, -76.07694.

## Demografía
Según la Oficina del Censo en 2000 los ingresos medios por hogar en la localidad eran de $34.505 y los ingresos medios por familia eran $40.099. Los hombres tenían unos ingresos medios de $34.866 frente a los $25.611 para las mujeres. La renta per cápita para la localidad era de $20.458. Alrededor del 23,0% de la población estaba por debajo del umbral de pobreza.